# Колосков В'ячеслав Іванович

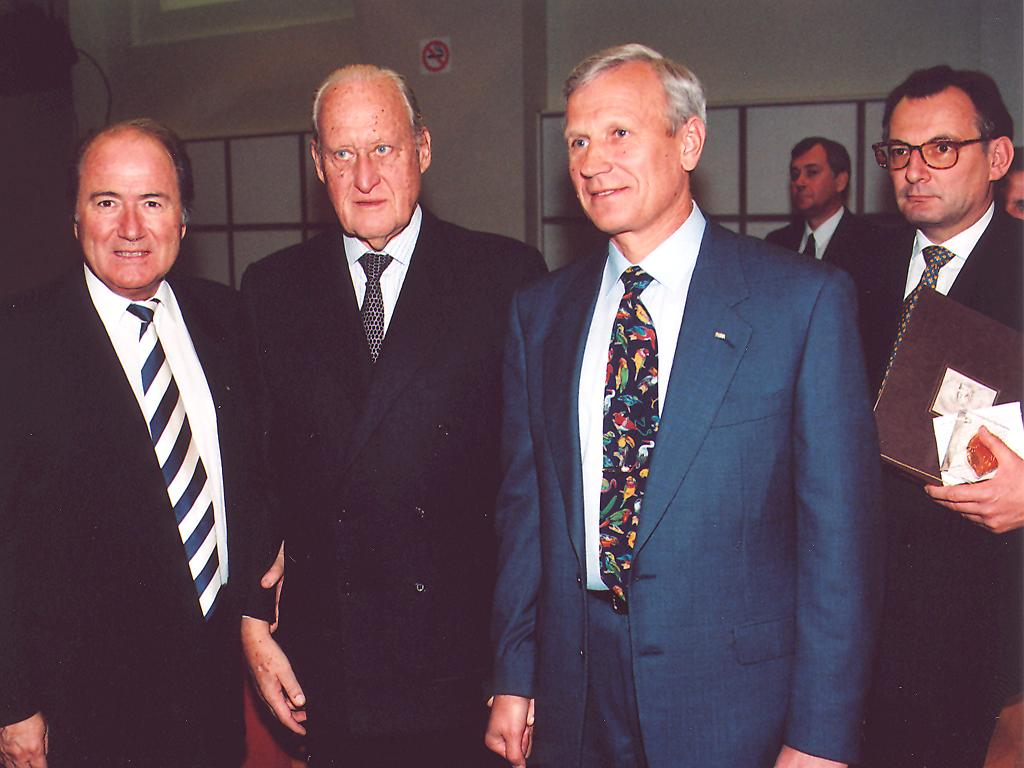
Колосков (2-ий праворуч) у компанії З. Блаттера та Ж. Авеланжа

В'ячесла́в Іва́нович Колоско́в (нар. *15 червня 1941, Москва, СРСР) — радянський урядовий партноменклатурний спортивний діяч, футбольний та хокейний функціонер; начальник Управління футболу Держкомітету по спорту СРСР (1979—1990), голова Федерації футболу СРСР (1990—1991), президент Російського футбольного союзу (1992—2005), віце-президент ФІФА (1980—1996), почесний президент Російського Футбольного Союзу.
Кандидат педагогічних наук, професор.
У міжнародному футболі, як прихильниками, так і критиками визнається вдалим лобістом російських інтересів. В пострадянському російському спортивному світі — герой чисельних фінансових кримінальних афер, махинацій та розслідувань.

## Кар'єра
Під час строкової служби в Радянській Армії грав за футбольну та хокейну команди спортроти Таманської дивізії на першість Московського військового округу. У командах майстрів ніколи не виступав. Під час служби в армії поступив до Державного центрального інституту фізичної культури. Паралельно робив комсомольську кар'єру, був заступником секретаря комітету ВЛКСМ інституту; вступив в КПРС. Закінчив педагогічний факультет і аспірантуру інституту фізкультури за спеціалізацією «футбол-хокей». Захистив кандидатську дисертацію за темою: «Дослідження умов збереження високої ігрової працездатності в тривалому періоді змагання». Працював старшим викладачем, доцентом кафедри футболу-хокею того ж інституту.
Чиновницьку кар'єру починав у відділі хокею Управління зимових видів спорту Державного Комітету із спорту при Раді Міністрів СРСР. З 1975 року Колосков призначений начальником відділу хокею, який з часом був перетворений в Управління хокею Держкомспорту СРСР. В 1979 році Колосков був призначений начальником Управління футболу, яке в 1987 було об'єднане в Управління футболу і хокею Держкомітету із спорту СРСР.
В пострадянський час — президент, потім почесний президент Футбольного союзу Російської Федерації.

## Почесні звання і нагороди
- Заслужений працівник фізичної культури РРФСР
- Орден «За заслуги перед Вітчизною» III і IV ступенів
- Орден «Знак Пошани» (1980)
- Орден Дружби народів (1989)